# 鲁瓦 (津巴布韦)
魯瓦是津巴布韋的城鎮，由東馬紹納蘭省負責管轄，位於首都哈拉雷東南22公里，是該區的行政、商業、農業和貿易中心，近年來發展迅速。
1994年9月，當地小學的學生聲稱不明飛行物體在附近樹林降落，並曾與外星人接觸。